# Make my day (倉木麻衣の曲)
「Make my day」（メイク・マイ・デイ）は、日本の歌手・倉木麻衣の楽曲。倉木の14枚目のCDシングルとして、2002年12月4日にGIZA Studioから発売された。シングル盤の規格品番はGZCA-7005。

## シングル収録曲
作詞: 倉木麻衣、作曲: 徳永暁人
1. 「Make my day」 – (3:57)
  - 編曲: 徳永暁人

楽曲は、フジテレビ系『感動ファクトリー・すぽると!』イメージソング。シングル盤に収録されているものは、アルバム『If I Believe』に収録されたものとは編曲が異なっている。
2. 「I don't wanna lose you」 – (4:06)
編曲: 徳永暁人
3. 「Make my day 〜M-oZ mix〜」 – (4:34)
リミックス: M-oZ
4. 「Make my day 〜Instrumental〜」(3:55)

## 参加ミュージシャン
- 倉木麻衣：Vocals (#1,2,3)、Background Vocals (#1,2)

Additional Musician
- 徳永暁人：Background Vocals (#1,2)

## 収録アルバム
| 曲名                   | 収録アルバム     | 発売日       | 備考                                             |
| ---------------------- | ---------------- | ------------ | ------------------------------------------------ |
| Make my day            | 『If I Believe』 | 2003年7月9日 | 4thオリジナルアルバム、2曲ともアルバムバージョン |
| I don't wanna lose you | 『If I Believe』 | 2003年7月9日 | 4thオリジナルアルバム、2曲ともアルバムバージョン |

| スタブアイコン | サブスタブ | この項目は、まだ閲覧者の調べものの参照としては役立たない、シングルに関連した書きかけの項目です。この項目を加筆・訂正などしてくださる協力者を求めています（P:音楽/PJ:楽曲）。 |